# Jana Lisa Rother
Jana Lisa Rother (6 de abril de 1998) es una deportista alemana que compite en saltos de trampolín.
En los Juegos Europeos de Cracovia 2023 consiguió una medalla de plata en la prueba de trampolín 3 m sincro. Ganó dos medallas de bronce en el Campeonato Europeo de Natación de 2024.

## Palmarés internacional
| Juegos Europeos    | Juegos Europeos   | Juegos Europeos   | Juegos Europeos            |
| Año                | Lugar             | Medalla           | Prueba                     |
| ------------------ | ----------------- | ----------------- | -------------------------- |
| 2023               | Rzeszów (Polonia) | Medalla de plata  | Trampolín 3 m sincro       |
| Campeonato Europeo |                   |                   |                            |
| Año                | Lugar             | Medalla           | Prueba                     |
| 2024               | Belgrado (Serbia) | Medalla de bronce | Trampolín 3 m sincro mixto |
| 2024               | Belgrado (Serbia) | Medalla de bronce | Equipo mixto               |